# Werner von Kieckebusch

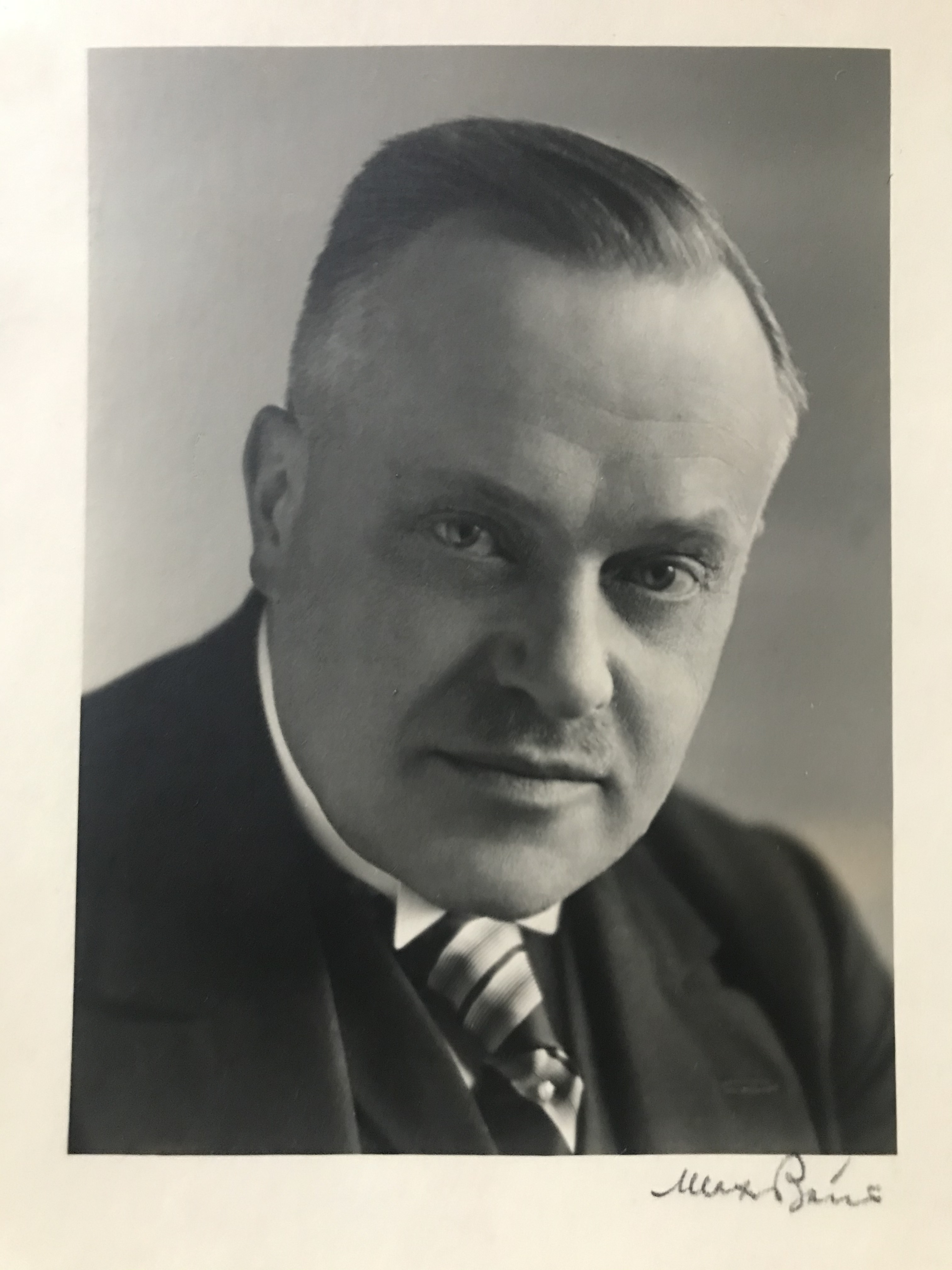
Werner von Kieckebusch (Fotograf: Max Baur)

Werner von Kieckebusch (* 11. November 1887 in Kassel; † 7. September 1975 in Berlin) war ein deutscher Historiker, Genealoge und Landwirt. 2020 wurde sein Tagebuch über die Jahre 1945/1946 in Potsdam veröffentlicht.

## Leben und Wirken
Werner von Kieckebusch war ein Sohn des preußischen Oberst Ernst Paul Peter Arthur von Kieckebusch und seiner Ehefrau Erna geborene Henschel, Tochter des Industriellen Oscar Henschel. Die Familie Kieckebusch stammte aus der Mark Brandenburg und wurde 1906 geadelt.
Die ersten beiden Jahre seines Lebens verbrachte Kieckebusch in Kassel, wo sein Vater als Adjutant der 22. Division diente, die Familie zog 1889 nach Metz um. 1895 wurde sein Vater Kommandeur des Magdeburgischen Dragoner-Regiments Nr. 6 in Diedenhofen (Thionville) und erwarb 1901 das Rittergut Hoof bei Kassel. Werner von Kieckebusch besuchte zunächst das Friedrichsgymnasium in Kassel und legte 1908 das Abitur an der Landesschule Pforta in Schulpforta ab. Danach trat er als Einjährig-Freiwilliger beim preußischen Dragoner-Regiment „Freiherr von Manteuffel“ (Rheinisches) Nr. 5 in Hofgeismar ein. Weitere militärische Verwendungen scheiterten an einem Herzleiden. Kieckebusch begann eine landwirtschaftliche Ausbildung, zunächst in Vienau bei Kalbe in der Altmark, dann in Nackel in der Mark Brandenburg.
1911 erwarb Kieckebusch mit Unterstützung seiner Eltern das nach dem damaligen Landwirtschaftlichen Güter-Adreßbuch 515 ha große Gut Altgaul am westlichen Rand des Oderbruchs. 1914 bei Ausbruch des Ersten Weltkrieges meldete sich Kieckebusch als Freiwilliger und wurde zum Vizewachtmeister der Reserve befördert. Nach einer Verwundung im September wurde er mit dem Verwundetenabzeichen ausgezeichnet und aufgrund eines Herzleidens ausgemustert und für kriegsdienstuntauglich erklärt. In Altgaul baute Kieckebusch das alte Gutshaus als ein schlossartiges Herrenhaus aus. Über Beziehungen zum Erzieher der Söhne des Kronprinzen, Wilhelm-Dietrich von Ditfurth, bestanden Kontakte zum Kaiserhaus. Nach dem Ende der Monarchie kamen die Kronprinzensöhne Wilhelm und Louis Ferdinand mehrfach nach Altgaul zur Jagd. Häufige Gäste waren auch Kronprinz Wilhelm von Preußen und dessen Bruder Prinz Oskar von Preußen.
Angesichts der Wirtschaftskrise 1927 und der schlechten Bodenqualität des Gutes verkaufte Kieckebusch Altgaul und zog mit seiner Familie nach Schwiessel bei Prebberede in der Nähe Rostocks um, mietete das Herrenhaus der Grafen von Bassewitz und pachtete Jagdrechte. Er begann, sich professionell als Archivar und Ahnenforscher zu betätigen. Dabei entstand auch eine Mappe von selbstgezeichneten Wappen-Aquarellen. An der Universität Rostock besuchte er über vier Semester Vorlesungen in Geschichte und historischen Hilfswissenschaften, namentlich Genealogie. Er arbeitete häufig im Reichsarchiv in Potsdam und veröffentlichte erste Aufsätze in Fachzeitschriften. Bereits 1926 hatte er über die Gesamtfamilie Kieckebusch Nachrichten mit Stammtafeln und 1929 drei kleinere Nachträge dazu erarbeitet. 1931 trat er als Ehrenritter in den Johanniterorden ein, 1957 wurde er Rechtsritter.
1933 zog Kieckebusch mit seiner Familie nach Potsdam in die Jägerallee 40, wo er bis 1966 mit kurzen Unterbrechungen wohnte. 1927 hatte er auf Bitten seines Schwiegervaters damit begonnen, eine Chronik des kurhessischen Geschlechts Henschel zu schreiben, die 1931 in Kassel erschien. Die erste Auftragsarbeit wurde die zwischen 1934/35 entstandene umfangreiche Geschichte der Feuersozietät Brandenburg. Das Geheime Staatsarchiv in Berlin-Dahlem wurde nun der feste Bezugspunkt für seine Arbeit. Um während der Zeit des Nationalsozialismus publizieren zu können, trat er der Reichsschrifttumskammer und der NSDAP bei. In den folgenden Jahren entstanden die Geschichten der Adelsfamilien Schallenberg und Esebeck; letztere ging allerdings im Kriegsjahr 1945 verloren. 1938 veröffentlichte Kieckebusch im Auftrag der Familie die Geschichte des Geschlechts von Stülpnagel, die er 1957 abschloss. Für seine vom Evangelischen Konsistorium Brandenburg beauftragte Forschung zum Kloster Heiligengrabe in Fortsetzung der 1929 erschienenen Kloster-Geschichte von Johannes Simon standen Kieckebusch noch Quellen zur Verfügung, die im Zweiten Weltkrieg verlorengingen. Das 1949 abgeschlossene Werk wurde aus finanziellen Gründen nicht veröffentlicht. Aktualisiert erschien Kieckebuschs „Chronik des Klosters zum Heiligengrabe – von der Reformation bis zur Mitte des 20. Jahrhunderts“ im Jahr 2008.
Werner von Kieckebusch war mit seiner Frau jahrelang Mitglied der Deutschen Adelsgenossenschaft und in der Landesabteilung Brandenburg organisiert.
Schon in Altgaul hatte Kieckebusch ein ausführliches Tagebuch begonnen. In Potsdam hielt er von April 1945 bis 1950 als Chronist das Zeitgeschehen mit Themen wie Verschleppung, Erschießungen, Mord, Vergewaltigung, Hunger, Rationierung und Tauschhandel, die Etablierung der sowjetischen Besatzungsherrschaft und das Aufkommen neuer Sprech- und Denkverbote fest. Er schrieb dies für seinen jüngeren Sohn, der seit den letzten Kriegstagen vermisst blieb.
Die Chronik der Zeit vom April 1945 bis Weihnachten 1946 erschien 2020 unter dem Titel „Ich traue dem Frieden nicht – Leben zwischen zwei Diktaturen“; herausgegeben von Jörg Bremer. Dieses Tagebuch und weitere mit u. a. Fotos und Briefen von Mitgliedern aus dem Hause Preußen, Gästebüchern sowie Teilnehmerlisten und Strecken der betriebenen Jagden finden sich bis heute als Nachlass im Geheimen Staatsarchiv Preußischer Kulturbesitz in Berlin-Dahlem.
In der Zeit der zwischen 1945 und 1948 kamen Angehörige des Hauses Hohenzollern dem Ehepaar von Kieckebusch in Potsdam mehrfach zur Hilfe, z. B.in Form von CARE-Paketen. 1966 siedelte Kieckebusch mit seiner Frau aus der DDR nach West-Berlin über und lebte zunächst „Auf dem Grat 42“ in Dahlem, dann im Johanniterhaus in der Lichterfelder Finckensteinallee.
Am 7. September 1975 starb Werner von Kieckebusch in Berlin und wurde in der Familiengruft auf Gut Hoof bei Kassel beigesetzt.

## Familie
Werner von Kieckebusch heiratete 1911 Elisabeth Marie von Krosigk (1890–1922), Tochter des Premierleutnants Konrad von Krosigk und dessen Ehefrau Sarah Margarete geborene Gräfin von Bentinck. Nachdem seine Frau infolge einer Blinddarmentzündung verstorben war, heiratete er in zweiter Ehe Anna-Luise von Kriegsheim-Barsikow (1897–1981), die Tochter des Hauptritterschaftsdirektors und preußischen Oberförsters a. D. Adolph von Kriegsheim und dessen Ehefrau Elisabeth geborene von Platen.
Werner von Kiekebusch hatte drei Kinder.
Aus erster Ehe:
- Erika Sophie Anna (1912–1990) ⚭ 1933 Hans Heinrich von Korn (1903–1993), Forstmeister

Aus zweiter Ehe:
- Hubertus Ernst Adolph (1924–1942), Fahnenjunker-Gefreiter, gefallen bei Dunajewo, Patensohn von Prinz Wilhelm von Preußen
- Burkard Ernst-Henning Adolf Oskar (1926–1945), Fahnenjunker-Unteroffizier, vermisst seit der Kesselschlacht von Halbe, Patensohn von Prinz Oskar von Preußen

## Veröffentlichungen
- Werner von Kieckebusch: Nachrichten zur Geschichte der Familie Kieckebusch (v. Kieckebusch), Leipzig 1926. (⇒ Nachträge)
- Geschichte des Kurhessischen Geschlechtes Henschel, Kassel 1931.
- Geschichte der Feuersozietät Brandenburg, 1934.
- Geschichte des Geschlechtes v. Stülpnagel, Band 1, Berlin 1938.
- Schallenbergsche Familiengeschichte, 1942.
- Fortsetzung der Geschichte des Geschlechts von Stülpnagel, Salach 1957.
- Chronik des Klosters zum Heiligengrabe von der Reformation bis zur Mitte des 20. Jahrhunderts; Hrsg. Brigitte Müller-Bülow zu Dohna und Gabriele Simmermacher, in: Studien zur Geschichte, Kunst und Kultur der Zisterzienser, Band 28, Lukas Verlag, Berlin 2008. ISBN 978-3-86732-040-5.
- Ich traue dem Frieden nicht – Leben zwischen zwei Diktaturen – Tagebücher 1945–1946; Hrsg. Jörg Bremer, Herder-Verlag, Freiburg im Breisgau 2020, ISBN 978-3-451-38551-3.